# Luis Razo
Luis Razo (25 de septiembre de 1940) es un jinete mexicano que compitió en la modalidad de salto ecuestre. Ganó una medalla de plata en los Juegos Panamericanos de 1975, en la prueba por equipos.

## Palmarés internacional
| Juegos Panamericanos | Juegos Panamericanos      | Juegos Panamericanos | Juegos Panamericanos |
| Año                  | Lugar                     | Medalla              | Categoría            |
| -------------------- | ------------------------- | -------------------- | -------------------- |
| 1975                 | Ciudad de México (México) | Medalla de plata     | Por equipos          |